# Don Francisco de Borja Tellez Giron, dixième duc d'Osuna
Don Francisco de Borja Tellez Giron, dixième duc d'Osuna est un tableau réalisé par le peintre espagnol Francisco de Goya en 1816. Cette huile sur toile est un portrait en pied en grandeur naturelle de Francisco Téllez-Girón, dixième duc d'Osuna, à l'âge de trente-et-un ans. Accoudé sur un rocher dans un paysage montagneux, le modèle y est représenté occupé à la lecture d'une lettre qu'il tient dans sa main droite, un fouet dans l'autre main, alors qu'à hauteur de ses bottes apparaissent un jeune homme et un cheval. L'œuvre est aujourd'hui conservée au musée Bonnat-Helleu de Bayonne, dans les Pyrénées-Atlantiques, en France.

## Galerie

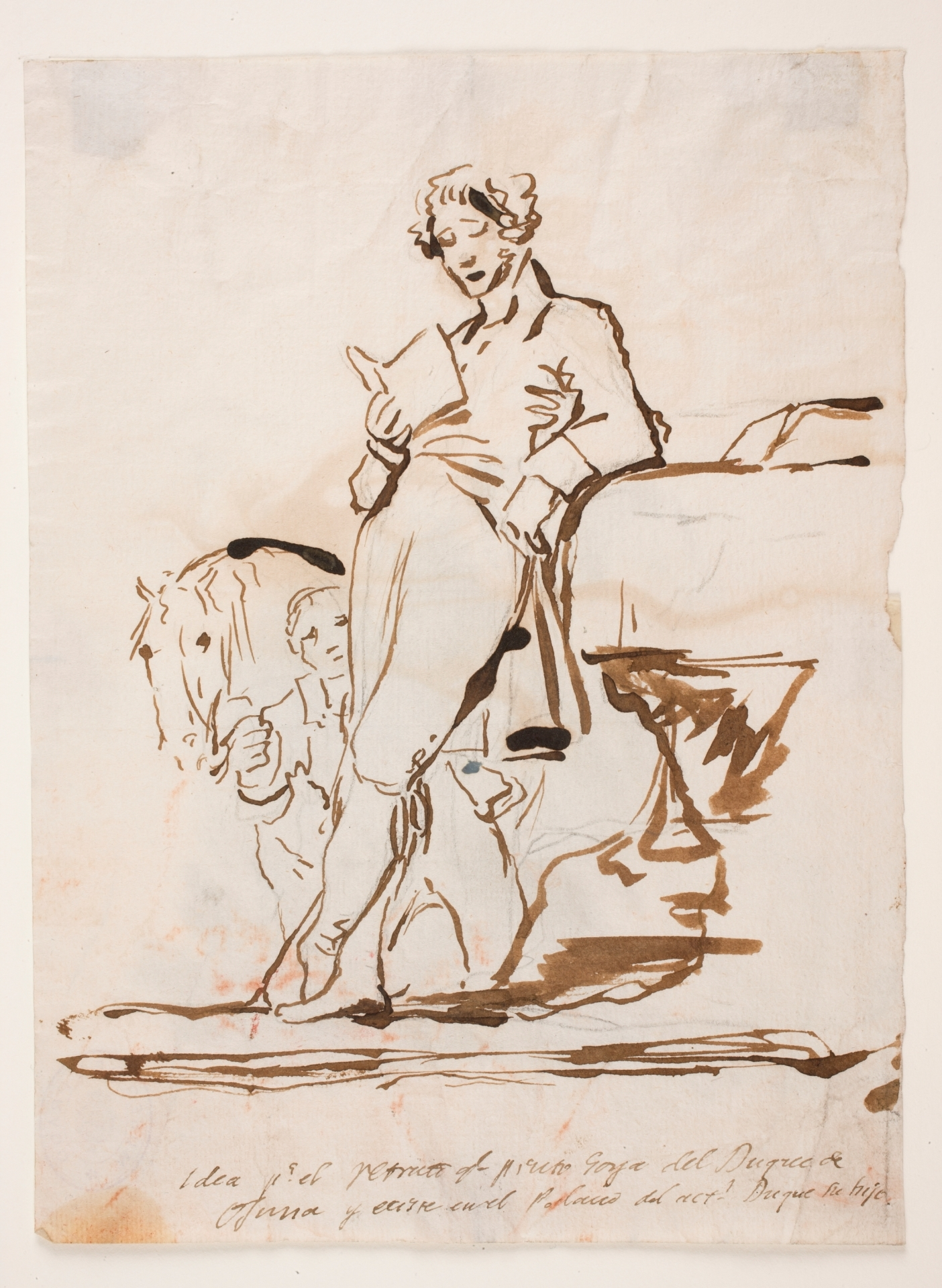
Esquisse